# 29204 Ladegast
29204 Ladegast è un asteroide della fascia principale. Scoperto nel 1991, presenta un'orbita caratterizzata da un semiasse maggiore pari a 2,5524933 UA e da un'eccentricità di 0,0591138, inclinata di 9,18326° rispetto all'eclittica.